# European Cup 10000m 2010
De European Cup 10000m 2010 was de veertiende editie van de European Cup 10000m, een Europees kampioenschap, waar landenteams in twee categorieën strijden. De wedstrijd vond plaats in Marseille (Frankrijk) op 5 juni. De wedstrijd werd georganiseerd door de atletiekbond van Frankrijk, in samenwerking met de European Athletic Association. 
De European Cup 10000m 2010 bestond uit drie wedstrijden, twee voor mannen (een A- en een B-race) en een voor vrouwen. In totaal deden er 46 mannen en 35 vrouwen mee uit 22 deelnemende landen bij de mannen en 23 deelnemende landen bij de vrouwen.

## Belgische deelnemers
| Plaats | Naam            | Categorie | Tijd     |
| ------ | --------------- | --------- | -------- |
| 20e    | Sandra Schenkel | vrouwen   | 33.35,64 |
| 30e    | Vanja Cnops     | vrouwen   | 38.31,69 |
| 37e    | Atelaw Bekele   | mannen    | 30.40,66 |
| DNF    | Florent Caelen  | mannen    | nvt      |

## Nederlandse deelnemers
| Plaats | Naam               | Categorie | Tijd     |
| ------ | ------------------ | --------- | -------- |
| 14e    | Patrick Stitzinger | mannen    | 28.48,62 |
| DNF    | Michel Butter      | mannen    | nvt      |

## Uitslagen

### Mannen
| rang   | naam                    | land | tijd     |      |
| ------ | ----------------------- | ---- | -------- | ---- |
| Goud   | Mo Farah                | GBR  | 27.28,86 | (PB) |
| Zilver | Abdellatif Meftah       | FRA  | 28.12,83 | (PB) |
| Brons  | José Manuel Martínez    | ESP  | 28.13,82 | (SB) |
| 4      | Rui Pedro Silva         | POR  | 28.17,39 | (SB) |
| 5      | Marcin Chabowski        | POL  | 28.31,12 | (SB) |
| 6      | Jan Fitschen            | GER  | 28.32,20 | (SB) |
| 7      | Aleksey Reunkov         | RUS  | 28.33,22 | (SB) |
| 8      | Daniele Meucci          | ITA  | 28.39,05 |      |
| 9      | José Rocha              | POR  | 28.44,05 | (SB) |
| 10     | Arkadiusz Gardzielewski | POL  | 28.44,19 | (PB) |

### Vrouwen
| rang   | naam                  | land | tijd     |       |
| ------ | --------------------- | ---- | -------- | ----- |
| Goud   | Inês Monteiro         | POR  | 31.13,58 | (PB)  |
| Zilver | Sabrina Mockenhaupt   | GER  | 31.23,86 | (SB)  |
| Brons  | Sara Moreira          | POR  | 31.26,55 | (PB)  |
| 4      | Meryem Erdogan        | TUR  | 31.55,53 | (NJR) |
| 5      | Christelle Daunay     | FRA  | 32.02,04 | (SB)  |
| 6      | Freya Murray          | GBR  | 32.23,44 | (PB)  |
| 7      | Fernanda Ribeiro      | POR  | 32.25,61 | (SB)  |
| 8      | Karolina Jarzynska    | POL  | 32.44,40 | (PB)  |
| 9      | Irina Mikitenko       | GER  | 32.48,69 | (SB)  |
| 10     | Hayley Yelling-Higham | GBR  | 32.49,07 | (SB)  |

### Teamstanden mannen
| rang   | land      | tijd       |
| ------ | --------- | ---------- |
| Goud   | Frankrijk | 1:25.47,40 |
| Zilver | Portugal  | 1:25.59,39 |
| Brons  | Rusland   | 1:26.04,18 |

### Teamstanden vrouwen
| rang   | land                | tijd       |
| ------ | ------------------- | ---------- |
| Goud   | Portugal            | 1:35.05,74 |
| Zilver | Verenigd Koninkrijk | 1:38.21,40 |
| Brons  | Wit-Rusland         | 1:39.25.80 |